# Празник на лятното слънцестоене
Празникът на лятното слънцестоене е поредица от събития и празненства свързани с посрещането на деня на лятното слънцестоене. Тове е често почитан празник в цяла Европа, като точната дата е различна за отделните страни, тъй като е тясно свързана както с деня на лятното слънцестоене, така и с местните традиции. Празника на лятното слънцестоене е важна част от културата на скандинавските страни, а празненствата свързани с него са съизмерими с посрещането на Коледа.
Европейските празници, свързани с лятното слънцестоене датират от езическите времена и имат предхристиянски произход. Празненствата са важна част от културата на Северна Европа - Дания, Норвегия, Швеция, Естония, Финландия, Латвия, Литва, както и Германия, Ирландия и Великобритания. Мероприятия по посрещането на лятното слънцестоене се организират и във Франция, Италия, Малта, Португалия, Испания и Украйна. В България празника е асоцииран с Еньовден. Освен в Европа, празникът е честван и в Канада, САЩ, Пуерто Рико, Бразилия, Аржентина и Австралия.